# Santo Antônio do Aventureiro (kommun)
Santo Antônio do Aventureiro är en kommun i Brasilien.   Den ligger i delstaten Minas Gerais, i den sydöstra delen av landet, 800 km sydost om huvudstaden Brasília. Antalet invånare är 3 534.
Följande samhällen finns i Santo Antônio do Aventureiro:
- Santo Antônio do Aventureiro

Omgivningarna runt Santo Antônio do Aventureiro är huvudsakligen savann. Runt Santo Antônio do Aventureiro är det glesbefolkat, med 13 invånare per kvadratkilometer.